# 恋は胸に咲き乱れ
『恋は胸に咲き乱れ』（こいはむねにさきみだれ）は、小林恵（現：meg）の2ndシングル。CDコードはSRDL-4144。

## 収録曲
1. 恋は胸に咲き乱れ
2. 負けるな小心Girl
3. 恋は胸に咲き乱れ（オリジナル・カラオケ）